# Saison 4 de Zorro (série télévisée, 1990)
Chronologie
Saison 3 de Zorro
Cet article présente le guide des épisodes de la quatrième saison de la série télévisée Zorro de 1990.
Cette saison, plus courte que les précédentes, est composée de 13 épisodes de 22 minutes, diffusés du 10 octobre 1992 au 30 janvier 1993 sur la chaîne The Family Channel.
Elle est inédite dans les pays francophones.

## Distribution

### Rôles principaux
- Duncan Regehr : Don Diego de la Vega / Zorro
- Patrice Martinez : Victoria Delgado / Victoria Escalante
- James Victor : Sergent Jaime Mendoza
- Juan Diego Botto : Felipe
- Henry Darrow : Don Alejandro de la Vega
- John Hertzler : Alcade Ignacio De Soto

### Acteurs invités
- Thomas Alford : Sergio (épisode 8)
- María Reyes Arias : la jeune Ynez Risendo (épisode 10)
- Timothy Bateson : Padre Benites (épisodes 8 + 11-12)
- Peter Birch : voleur de chevaux (épisode 9)
- Faith Brook : Ynez Risendo (épisodes 10, 12, 13)
- Nicoline Amanda Burgos : Washdea (épisode 2)
- Tabare Carballo : Soldat de Deuxième Classe Sepulveda (épisodes 1, 2)
- Gene Collins : le plus jeune frère Esteban (épisode 7)
- Oliver Cotton : El Conejo (épisode 1)
- Daniel Craig : Lieutenant Hidalgo (épisodes 10, 11)
- Patrick Drury : La Marka Barcaro (épisode 6)
- Peter Guinness : Chef des bandits (épisode 5)
- James Horan : Don Gilberto Risendo (épisodes 10 à 13)
- Luis Maluenda : Don Fernando, le collecteur de taxes (épisode 1)
- Mario Marcelino : Paco Garcia (épisode 6)
- Benito Martinez : Jose Macias (épisode 9)
- Hilton McRae : Narcisco (épisode 6)
- Cesar Peralta : Citoyen Friez (épisode 11)
- Isabel Prinz : Elena De la Vega (épisode 10)
- Tony Steadman : Fernando Esteban (épisode 7)
- Richard Yniguez : Guerrier Angry Eyes (épisode 2)

## Épisodes

### Épisode 1: The Fox and the Rabbit
- États-Unis : 10 octobre 1992 sur The Family Channel.

- Oliver Cotton : El Conejo (trad. litt. : « le lapin » en espagnol)
- Luis Maluenda : Don Fernando, le collecteur des taxes
- Tabare Carballo : Soldat de Deuxième classe Sepulveda

### Épisode 2: Ultimate Justice
- États-Unis : 17 octobre 1992 sur The Family Channel.

- Richard Yniguez : Guerrier Angry Eyes
- Nicoline Amanda Burgos : Washdea
- Tabare Carballo : Soldat de Deuxième classe Sepulveda

### Épisode 3: Love Potion Number Nine
- États-Unis : 24 octobre 1992 sur The Family Channel.

### Épisode 4: As Ye Sow
- États-Unis : 31 octobre 1992 sur The Family Channel.

### Épisode 5: An Affair to Remember
- États-Unis : 7 novembre 1992 sur The Family Channel.

- Peter Guinness : Chef des bandits

### Épisode 6: The Reward
- États-Unis : 14 novembre 1992 sur The Family Channel.

- Hilton McRae : Narcisco
- Patrick Drury : La Marka Barcaro
- Mario Marcelino : Paco Garcia

### Épisode 7: Like Father, Like Son
- États-Unis : 5 décembre 1992 sur The Family Channel.

- Tony Steadman : Fernando Esteban
- Gene Collins : le plus jeune frère Esteban

### Épisode 8: Symbol Of Hope
- États-Unis : 12 décembre 1992 sur The Family Channel.

- Thomas Alford : Sergio
- Timothy Bateson : Padre Benites

Alors que Victoria et le padre Benites tentent de soigner un jeune garçon gravement malade, des coups de feu retentissent à l’extérieur. C’est Zorro en train de poursuivre des bandits mais l’intervention des soldats le pousse à battre en retraite. L’enfant que Victoria pensait mourant, réussit à se lever pour voir son héros.

### Épisode 9: My Word Is My Bond
- États-Unis : 19 décembre 1992 sur The Family Channel.

- Benito Martinez : Jose Macias
- Peter Birch : voleur de chevaux

Alors que les De la Vega reçoivent des invités à l’hacienda, des voleurs s’emparent de plusieurs de leurs chevaux. Cela tombe au plus mal. Quelque temps plus tôt, Diego s’est cassé la jambe à cause d’un taureau furieux. Sa blessure n’étant pas complètement guérie, il ne peut chevaucher en tant que Zorro.
Le lendemain matin, Alejandro se rend au pueblo pour demander l’aide des soldats. Il découvre très vite que les chevaux de la garnison ont également été volés. Mendoza et ses hommes doivent enquêter, à pieds. En cherchant les montures, Alejandro et les soldats ont la surprise de retrouver les animaux dans la ferme de Jose Macias, un honnête fermier.

### Épisode 10: The Arrival
- États-Unis : 9 janvier 1993 sur The Family Channel.

- James Horan : Don Gilberto Risendo
- Daniel Craig : Lieutenant Hidalgo
- Isabel Prinz : Elena De la Vega
- María Reyes Arias : la jeune Ynez Risendo
- Faith Brook : Ynez Risendo

Madrid, 1788. Elena De la Vega accouche de jumeaux. Ynez Risendo, la sage-femme, la drogue et vole l’un des enfants avec la complicité d’une servante qu’elle tue plus tard. Bien que surpris par la disparition des deux femmes, les De la Vega ne réalisent pas qu’il y avait un deuxième enfant.

### Épisode 11: Death & Taxes
- États-Unis : 16 janvier 1993 sur The Family Channel.

- James Horan : Don Gilberto Risendo
- Daniel Craig : Lieutenant Hidalgo
- Timothy Bateson : Padre Benites
- Cesar Peralta : Citoyen Friez

Après avoir échappé de peu à une mise à mort, l’alcade obtient un sursis de deux jours et a ordre de trouver Zorro. Quant à Risendo, il saisit les biens et propriétés de l’église. Son but est de diviser la population de Los Angeles : les peones contre les caballeros.

### Épisode 12: Conundrum
- États-Unis : 23 janvier 1993 sur The Family Channel.

- James Horan : Don Gilberto Risendo
- Faith Brook : Ynez Risendo
- Timothy Bateson : Padre Benites

### Épisode 13: The Discovery
- États-Unis : 30 janvier 1993 sur The Family Channel.

- James Horan : Don Gilberto Risendo
- Faith Brook : Ynez Risendo

Ynez Risendo arrive à Los Angeles et soigne son fils tombé d'un toit à la suite d'un affrontement avec Zorro. Conscient qu'il ne peut atteindre les De la Vega avec Zorro dans les parages, Gilberto propose une trêve à Zorro et lui donne rendez-vous au Cañon del Diablo. Ce n'est en fait qu'un nouveau piège : il compte faire exploser une charge de poudre et ensevelir le justicier sous les rochers !

### Sources principales
- Génériques des épisodes
- Saison 4 sur Internet Movie Database

### Sources secondaires
1. ↑  (en) « Zorro: A Conspiracy of Blood », sur westernsallitaliana.blogspot.com, 12 décembre 2015 (consulté le 15 février 2020)